# Sông Arkansas
Sông Arkansas (tiếng Anh: Arkansas River, tiếng Pawnee: Kícka ) là một trong các phụ lưu chính của sông Mississippi. Hướng dòng chảy chính của sông là đông và đông nam, sông chảy qua các tiểu bang Colorado, Kansas, Oklahoma, và Arkansas của Hoa Kỳ. Lưu vực ban đầu của con sông là tại Colorado ở miền Tây, cụ thể là tại thung lũng sông Arkansas. Tại đây, thượng nguồn của sông bắt nguồn từ lớp băng trên các đỉnh núi Collegiate. Sau đó, dòng nước chảy đến vùng Trung Tây qua Kansas, và cuối cùng chảy qua hai bang Oklahoma và Arkansas thuộc miền Nam.
Với chiều dài 2.364 km (1.469 mi), đây là sông dài thứ sáu tại Hoa Kỳ, chi lưu dài thứ hai của hệ thống Mississippi-Missouri, và là sông [[danh sách sông theo chiều dài|dài thứ 45]] trên thế giới. Sông khởi nguồn từ dãy núi Rocky trên địa phận quận Lake, Colorado, gần Leadville. Năm 1859, người ta đã phát hiện ra vàng sa khoáng tại khu vực Leadville, và điều này đã thu hút hàng nghìn người đến để tìm vận may, song vàng sa khoáng đã nhanh chóng cạn kiệt. Cửa sông Arkansas thuộc địa phận Napoleon, Arkansas, và diện tích lưu vực của sông là 440.300 km² (170.000 sq mi). Về dung tích, sông Arkansas nhỏ hơn nhiều so với sông Missouri và sông Ohio, với lưu lượng trung bình là khoảng 1.200 m³/s (41.000 ft³/s).
Đoạn sông Arkansas từ đầu nguồn cho đến kinh tuyến 100°T từng tạo thành một phần của biên giới Mexico - Hoa Kỳ từ Hiệp ước Adams-Onís (có hiệu lực năm 1821) cho đến vụ sáp nhập Texas hay Hiệp ước Guadelupe Hidalgo.

## Phát âm
Tên của sông được phát âm khác nhau tùy theo vùng. Nhiều người ở các bang Trung Tây, bao gồm Kansas và Colorado, phát âm là /ærˈkænzəs/,
trong khi người dân bang Arkansas thì phát âm là /ˈɑːrkənsɔː/ theo một điều luật cấp bang được thông quan vào năm 1881.

## Thủy văn

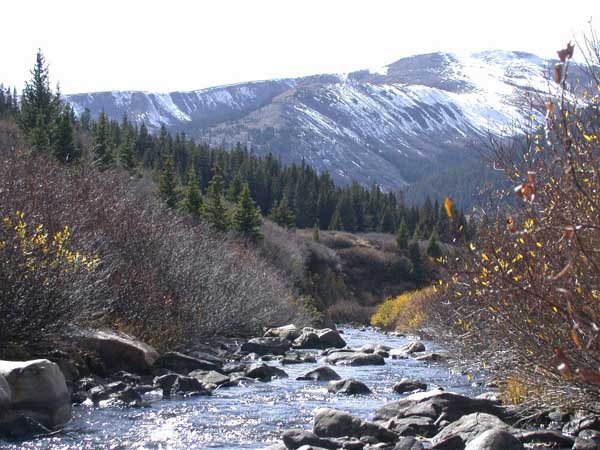
Đầu nguồn sông Arkansas gần Leadville, Colorado

Dòng chảy Arkansas được phân thành ba phần riêng biệt. Tại đầu nguồn, Arkansas là một dòng sông vùng núi dốc chảy qua các thung lũng hẹp của dãy núi Rocky, độ cao của sông hạ 1,4 km trong chiều dài 193 km. Có thể đi thuyền trên đoạn sông này (bao gồm The Numbers gần Granite, Colorado, Brown's Canyon, và Royal Gorge) vào mùa xuân và mùa hè.
Tại Cañon City, Colorado, thung lũng sông Arkansas mở rộng và phẳng ra rõ rệt. Ngay phía tây Pueblo, Colorado, sông chảy vào Đại Bình Nguyên. Đoạn còn lại trên địa bàn Colorado, Kansas, và hầu hết Oklahoma, Arkansas mang nét đặc trưng của một sông vùng Đại Bình Nguyên, lòng sông rộng và nông và có lũ lụt theo mùa. Các chi lưu lớn của sông Arkansas là sông Canadian và sông Cimarron (cả hai đều chảy từ vùng đông bắc New Mexico) và sông Salt Fork Arkansas.
Sà lan và tàu thủy lớn có thể thông hành trên đoạn sông cho đến Catoosa, Oklahoma do ở đó có một loạt cửa cống và đập được xây dựng từ đầu thế kỷ 20, tuyến đường sông này được gọi là "McClellan-Kerr Arkansas River Navigation System". Phía trên Catoosa, chỉ có các tàu thuyền nhỏ như bè hay ca nô là có thể đi lại trên sông.
Qua miền tây Arkansas, thung lũng sông phải đi qua các núi bằng, ụ đất hay tàn khâu có đỉnh bằng phẳng song cao và biệt lập, như núi Nebo và núi Petit Jean, hay núi Magazine, đỉnh cao nhất của tiểu bang. Thung lũng sông mở rộng và trở nên nông hơn ở ngay phía tây của Little Rock, Arkansas. Sông tiếp tục chảy theo hướng đông, qua các vùng đồng bằng và khu rừng ở miền đông Arkansas cho đến khi đổ vào sông Mississippi.
Lưu lượng dòng chảy của sông Arkansas (đo ở miền trung Kansas) đã suy giảm từ xấp xỉ 248 feet khối trên giây (7 m³/s) vào giai đoạn 1944-1963 xuống trung bình 53 feet khối trên giây (1,5 m³/s) trong giai đoạn 1984–2003, nguyên nhân chủ yếu là do việc bơm hút nước ngầm để tưới tiêu cho miền đông Colorado và miền tây Kansas.
Các thành phố quan trọng dọc sông Arkansas bao gồm Pueblo, Colorado; Wichita, Kansas; Tulsa, Oklahoma; Fort Smith và Little Rock, Arkansas.

## Vấn đề phân bổ nguồn nước
Từ năm 1902, Kansas đã tuyên bố rằng Colorado đã lấy đi quá nhiều nước của sông, dẫn đến một số vụ kiện trước Tối cao Pháp viện Hoa Kỳ và vẫn kéo dài đến ngày nay, thường được gọi với cái tên Kansas v. Colorado. Các vấn đề trong việc sở hữu và sử dụng nguồn nước sông Arkansas giữa Colorado và Kansas đã khiến cho hai bang có các thỏa thuận riêng với nhau. Mặc dù Quốc hội Hoa Kỳ đã tán thành Thỏa thuận sông Arkansas vào năm 1949, song nó vẫn không khiến cho các tranh chấp về quyền sử dụng nước sông giữa hai bang dừng lại.